# Pomone (Walzer)

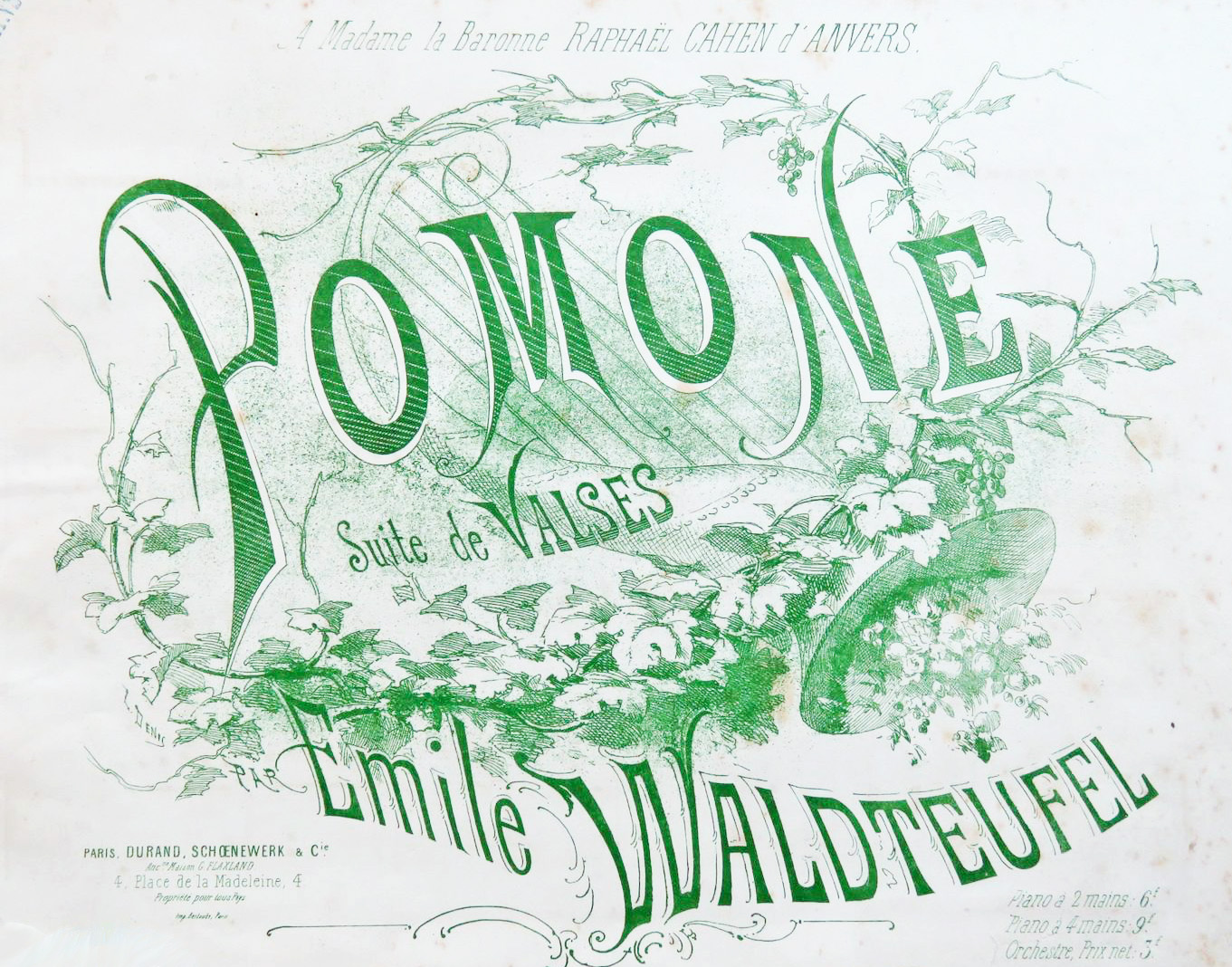
Notenheft von 1878

Pomone (dt. Herbstweisen) ist ein 1877 komponierter Konzertwalzer von Émile Waldteufel (op. 155). Gewidmet ist er der Comtesse Raphael Cahen d’Anvers, der Gattin eines damals bekannten Bankiers. Der Titel nimmt Bezug auf Pomona, die römische Göttin der Baumfrüchte, die von Vertumnus, dem Gott der reifenden Früchte, verfolgt wird (vgl. frz. Pomme – „der Apfel“). Der Walzer erlebte seinen Durchbruch, als er am 21. März 1878 in Marlborough House auf der Kristallhochzeit (15 Jahre) des Prince of Wales, des späteren König Edward VII., und seiner Frau Alexandra von Dänemark gespielt wurde. Die das Werk prägende ländliche Herbststimmung kommt besonders in der im Ländler-Stil gehaltenen Einleitung zum Ausdruck. Als gelungen gilt auch das breite, melodische Grandioso des 3. Satzes, das in der Coda wieder aufgegriffen wird.
Motive des Walzers werden u. a. in der französischen TV-Serie Chez Maupassant – Boule de Suif von 2011 verarbeitet.